# Список самых продаваемых альбомов 1980-х годов (Великобритания)

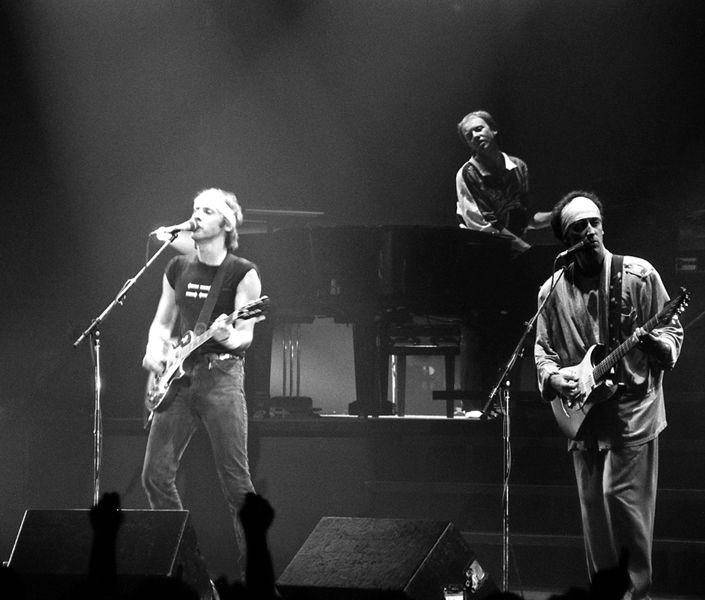
Группа Dire Straits выпустила самый продаваемый альбом 1980-х годов: Brothers in Arms.

Список самых продаваемых альбомов 1980-х годов (List of best-selling albums of the 1980s (UK)) включает наиболее популярные по продажам музыкальные альбомы Великобритании 1980-х годов. Составляется компанией «The Official Charts Company» (ОСС). В категорию альбомов включают релизы, содержащие более 4 песен или продолжительностью более 25 минут.
Самым успешным по продажам альбомом 1980-х годов стал диск Brothers in Arms группы Dire Straits, который стал первым альбомом продажи которого на CD превысили миллион экземпляров.

## Список
| Позиция | Альбом             | Исполнитель   | Фирма звукозаписи | Год  | Высшая позиция UK Albums Chart |
| ------- | ------------------ | ------------- | ----------------- | ---- | ------------------------------ |
| 1       | Brothers in Arms   | Dire Straits  | Vertigo           | 1985 | 1                              |
| 2       | Bad                | Майкл Джексон | Epic              | 1987 | 1                              |
| 3       | Thriller           | Майкл Джексон | Epic              | 1982 | 1                              |
| 4       | Greatest Hits      | Queen         | Parlophone        | 1981 | 1                              |
| 5       | Kylie              | Кайли Миноуг  | PWL               | 1988 | 1                              |
| 6       | Whitney            | Уитни Хьюстон | Arista            | 1987 | 1                              |
| 7       | Tango in the Night | Fleetwood Mac | Warner Bros.      | 1987 | 1                              |
| 8       | No Jacket Required | Phil Collins  | Virgin            | 1985 | 1                              |
| 9       | True Blue          | Мадонна       | Sire              | 1986 | 1                              |
| 10      | The Joshua Tree    | U2            | Island            | 1987 | 1                              |

1. 1 2 3  Фирма звукозаписи, годы и высшая позиция в еженедельном чарте по данным OCC.[5]